# Bernhard Engländer
Bernhard Engländer (* 25. Oktober 1832 in Oppeln, Provinz Schlesien; † 27. November 1905) war ein deutscher Reichsgerichtsrat.

## Leben

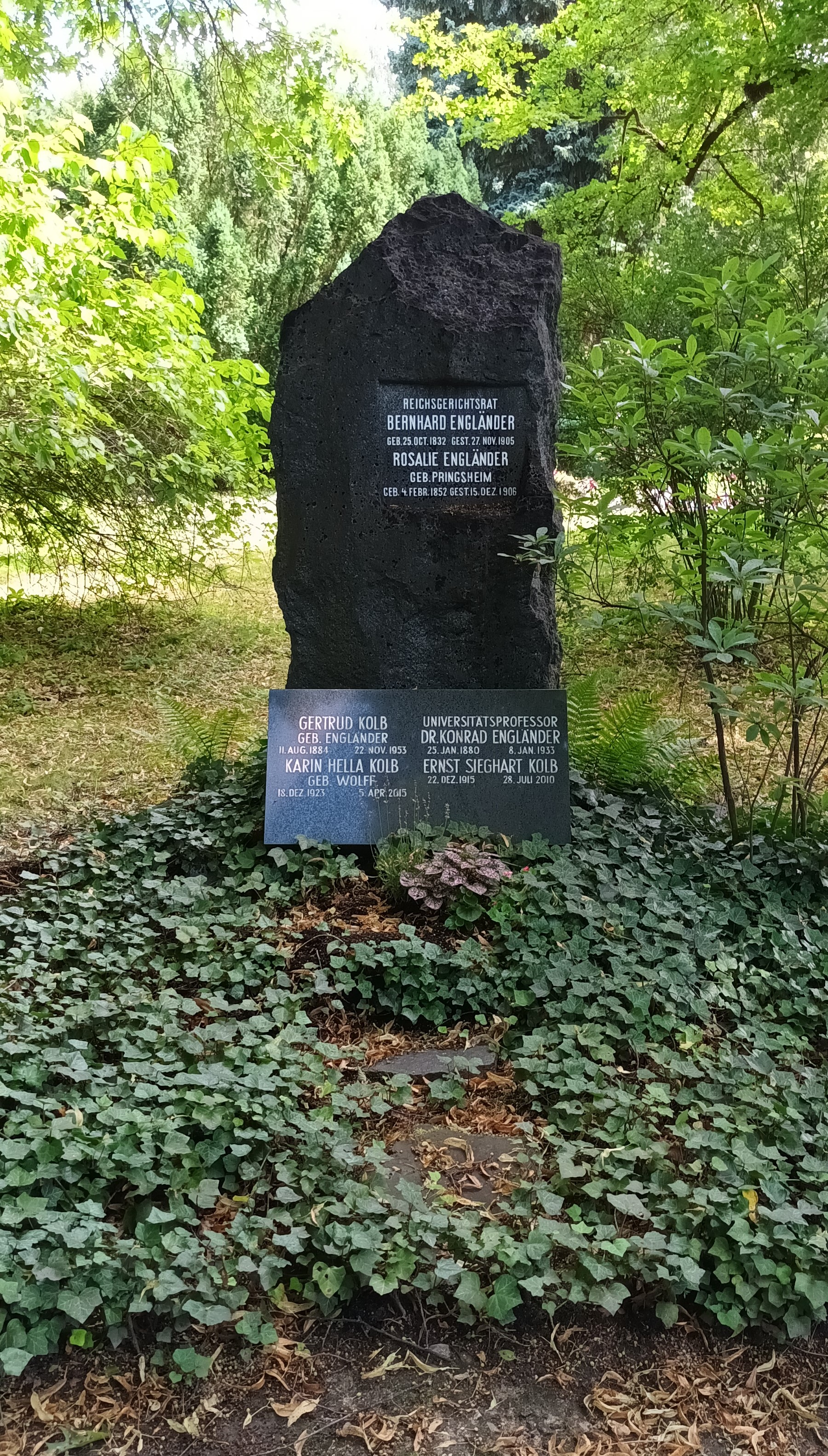
Grabstätte Bernhard Engländer und Angehörige auf dem Südfriedhof in Leipzig

Geboren wurde Engländer in einer jüdischen Familie in Oppeln. 1856, im Alter von 24 Jahren, ließ er sich evangelisch taufen. 1866 wurde er Stadtrichter in Breslau. 1871 wurde er zum Stadtgerichtsrat befördert. 1878 erfolgte die Ernennung zum Appellationsgerichtsrat und mit den Reichsjustizgesetzen 1879 die Ernennung zum Oberlandesgerichtsrat. Dann war er bis 1883 im I. Hilfssenats des Reichsgerichts tätig. Reichsgerichtsrat im IV. Zivilsenat wurde er im Jahre 1885. 1895 trat er in den Ruhestand.

## Familie
1876 heiratete er Rosa Pringsheim. Sie stammte aus der weitverzweigten Familie Pringsheim. Die Heirat war eine Mischehe, da Rosa die Tochter des vermögenden jüdischen Bankiers, Hüttenunternehmers und Rittergutsbesitzer auf Leuthen Siegmund Pringsheim (1820–1895) war, dem Vater von Ernst Pringsheim senior. Rosa konvertierte 1881 ebenfalls zum evangelischen Glauben. Das Paar hatte fünf Kinder: darunter den bekannten Musiker Richard Engländer und den Staatswissenschaftler Konrad Engländer (1880–1933). Der dritte Sohn Walter Engländer (1882–1941) wurde in der Tötungsanstalt Pirna-Sonnenstein ermordet. Die Tochter Katharina Engländer (1878–1942) war Klavierlehrerin und wurde ebenfalls Opfer des Holocaust. Die jüngste Tochter Gertrud Engländer (1884–1953) war mit dem Maler und Lithographen Alois Kolb (1875–1942) verheiratet.

## Werke
- Das Giro zum Incasso in der Form des eigentlichen Indossaments und Art. 82 der Allgemeinen Deutschen Wechselordnung, in: Dr. Siebenhaar's Archiv für deutsches Wechselrecht und Handelsrecht. N.F. Bd. 5 (1873), S. 23